# Юй Ламэй
Юй Ламэй (кит. 于 腊梅; 15 января 1983, Вафандянь) — китайская гребчиха-байдарочница, выступала за сборную КНР в середине 2000-х — начале 2010-х годов. Участница двух летних Олимпийских игр, трёхкратная чемпионка Азиатских игр, серебряная и бронзовая призёрша чемпионатов мира, пятикратная чемпионка Азии, победительница многих регат национального и международного значения.

## Биография
Юй Ламэй родилась 15 января 1983 года в городском уезде Вафандянь провинции Сычуань.
Первого серьёзного успеха на взрослом международном уровне добилась в 2006 году, когда попала в основной состав китайской национальной сборной и побывала на чемпионате мира в венгерском Сегеде, откуда привезла награду бронзового достоинства, выигранную в зачёте четырёхместных байдарок на дистанции 1000 метров. Также была лучшей в двойках на пятистах метрах на Азиатских играх в Дохе. Год спустя на чемпионате Азии в корейском Хвачхоне трижды поднималась на пьедестал почёта, одержав победу во всех трёх дисциплинах, в которых принимала участие: в четвёрках на дистанциях 200, 500 и 1000 метров. Кроме того, в этом сезоне среди байдарок-четвёрок стала серебряной призёршей на мировом первенстве в немецком Дуйсбурге, уступив в решающем заезде только экипажу из Венгрии.
Благодаря череде удачных выступлений Юй удостоилась права защищать честь страны на домашних летних Олимпийских играх 2008 года в Пекине — стартовала здесь в четвёрках на пятистах метрах, дошла до финала, но в решающем заезде финишировала лишь девятой.
После пекинской Олимпиады Юй Ламэй осталась в основном составе гребной команды КНР и продолжила принимать участие в крупнейших международных регатах. Так, в сезоне 2010 года она выступила на домашних Азиатских играх в Гуанчжоу, где стала чемпионкой на пятистах метрах среди двоек и четвёрок. В следующем сезоне добавила в послужной список две золотые медали, полученные на азиатском первенстве в Тегеране в километровой программе двоек и полукилометровой программе четвёрок. Будучи в числе лидеров китайской национальной сборной, благополучно прошла квалификацию на Олимпийские игры 2012 года в Лондоне — на сей раз в зачёте четырёхместных байдарок на дистанции 500 метров добралась только до стадии полуфиналов. Вскоре по окончании этих соревнований приняла решение завершить карьеру профессиональной спортсменки, уступив место в сборной молодым китайским гребчихам.